# Midir
Midir ['mʴiðʴirʴ], auch Midhir, ist der Name einer Sagengestalt aus dem mythologischen Zyklus der keltischen Mythologie Irlands.

## Mythologie
Midir gilt als Sohn des Dagda aus dem Volke der Túatha Dé Danann und ist der Fürst von Mag Mor (der Großen Ebene), auch genannt als Herrscher von Brí Léith („Hügel des Grauen“, Slieve Callory bei Ardagh im County Longford). Er ist Diener und Sendbote des Dagda und stetiger Reisender zwischen der Welt der Sidhe und der Sterblichen, der Vater mehrerer großer Helden der Iren, z. B. von Oengus, der ihm im Streit ein Auge ausschlägt. Als seine Töchter gelten Oicnis und Bláthnat.
In der Legende Tochmarc Étaíne („Das Werben um Étaín“) wird seine Geliebte Étaín von seiner Gattin Fuamnach mit Hass verfolgt, von König Eochaid Airem geheiratet und von Midir durch ein Duell wiedergewonnen. Midirs Waffe ist eine mehrspitzige Lanze, die an den Gae Bolga des Helden Cú Chulainn erinnert.
Er [Eochaid Airem] sah plötzlich einen jungen fremden Krieger [Midir] auf der Anhöhe an seiner Seite stehen. Die Tunika des Kriegers war purpurn, sein Haar goldgelb und so lang, dass es bis auf seine Schultern reichte. Die Augen waren grau und blitzten. In der einen Hand hielt er einen Speer mit fünf Spitzen, in der anderen einen Schild mit weißem Buckel in der Mitte und Goldverzierung herum […].
Nach Thurneysen soll der Schmähdichter Aithirne durch Fasten und Glám dícenn Midir gezwungen haben, ihm die „drei Kraniche der Knausrigkeit“ (corr diúltada) zu überlassen. Der erste ruft unentwegt „Komm nicht!“, der zweite „Geh weg!“ und der dritte „Vorbei am Haus!“. Wer diese drei Kraniche auch nur ansah, konnte an diesem Tag keinen Kampf siegreich bestehen.
In der ersten Version des Lebor Gabála Érenn („Das Buch der Landnahmen Irlands“) wird Midir von Brí Léith der „Sohn von Induí, des Sohnes Échtachs, des Sohnes Etarlam“ genannt; in einer anderen Version ist Neit der Sohn Induís. Ob es sich dabei jeweils um dieselbe Person handelt, ist unklar. Bei Etarlam handelt es sich eventuell um Bresal Etarlam.